# Путти, Лиа де
Лиа де Путти (англ. Lya De Putti, урожд. Амалия Хелена Мария Роза Путти; 10 января 1897 года — 27 ноября 1931 года) — известная венгерская актриса немого кино. Прославилась своим амплуа женщины-вамп.

## Биография
Лиа родилась 10 января 1897 года в Войчице (словацк.), Венгерское королевство (теперь территория Словакии). Она была четвёртым ребёнком в семье улан-офицера итальянского происхождения Дьюлы Путти (Gyula Julián Gábor József Putti) и графини Лили Хольос (Hoyos Mária Rozália Kamilla). Выросла в городе Коложвар, в Румынии, где посещала монастырскую школу. В 1913 году в возрасте пятнадцати лет Лиа вышла замуж за местного окружного главу Золтана Шепесси, а уже через год стала матерью — в 1914 году родила дочь Люси и через два года вторую дочь, Юдифь. В 1918 году бросила мужа и уехала в Будапешт. Чтобы спасти репутацию семьи, Золтан объявил о её смерти и инсценировал похороны. Позже супруги официально развелись. Через несколько недель после смерти Лиа в 1931 году Золтан покончил жизнь самоубийством.

### Начало карьеры
В Будапеште Лиа первое время работала санитаркой. Одновременно посещала школу актёрского мастерства и вскоре дебютировала на сцене театра-ревю Royal Orpheum. Затем играла в театрах Budapesti Színház и Magyar Színház, однако не снискала особого успеха у публики. В 1918 году благодаря протекции венгерского драматурга Ференца Мольнара актриса заключила свой первый контракт и в том же году дебютировала в эпизодической роли в картине «Солдаты царя». Далее ей предлагали роли статисток, и, поняв, что в Будапеште успеха ей не добиться, Лиа отправилась в Бухарест, где в 1920 году снялась в главной роли в фильме «На волнах счастья». В том же году, получив приглашение из Берлина, появилась в картине Карла Отто Краузе «Цыганская кровь».
Затем последовало несколько второстепенных ролей — в приключенческом фильме «Индийская гробница» (1921) по сценарию Фрица Ланга, драме «Отелло» (1922) и фильме Фридриха Вильгельма Мурнау «Горящий акр» (1922). В 1924 году Лиа достигла вершины своей карьеры — обогнав в популярности Лиль Даговер и Асту Нильсен, она стала признанной любимицей публики.

### Голливуд
Воодушевленная успехом, Лиа отправилась покорять Голливуд, где была известна благодаря участию в драме Эвальда Андре Дюпона «Варьете» (1925). В 1926 году с Лиа заключила контракт киностудия Paramount Pictures, однако «Грусть сатаны» (1926) — первая картина актрисы, снятая за океаном, — с треском провалилась в прокате.
В 1927 году Лиа вернулась в Берлин. Там с ней произошёл несчастный случай — во время съемок у Адольфа Э. Лихо она оступилась и выпала из окна. Пресса истолковала это происшествие как попытку самоубийства, и, расстроенная этими спекуляциями, Лиа уехала из Германии. Вернувшись в Голливуд, актриса в 1929 году снялась в своем последнем фильме, драме «Осведомитель». После этого её карьера пошла на спад.

### Смерть
В 1931 году Лиа де Путти подавилась куриной косточкой, которую пришлось извлекать хирургическим путём. Заражение крови, которое началось после операции, было осложнено воспалением легких и потому стало для Лиа смертельным. 27 ноября 1931 года забытая зрителями актриса скончалась в Нью-Йорке в возрасте тридцати четырёх лет.